# Gebrüder Krenn
Die Gebrüder Krenn waren ein österreichisches Orgelbauunternehmen mit Sitz in Graz, das als Orgelbaubetrieb und als Orgelbauer von Johann Krenn (* 24. Juni 1879 in Graz; † 29. August 1963 ebenda) begründet wurden.

## Leben
Nach dem Tod von Johann Krenn (1879–1963) führte zunächst dessen Witwe Julia Krenn den Orgelbaubetrieb weiter. Ihr Sohn Wilhelm Krenn (1925–1991) war von 1945 bis 1987 im elterlichen Betrieb tätig.
Der weitere Sohn Walter Krenn (* 1928) absolvierte 1949 eine Orgelbauerlehre bei der Schweizer Orgelbaufirma Metzler. Er war dort von 1949 bis 1962 tätig und arbeitete dann bis 1991 im elterlichen Orgelbaubetrieb.
Friedrich Krenn (* 1933) arbeitete nach Wanderjahren in Deutschland ab 1958 in der elterlichen Werkstatt. Er legte 1963 die Meisterprüfung ab und war 1992–2002 der Inhaber dieser Firma.
Dessen Sohn Christian Krenn (* 1964) begann eine Lehre als Tischler und Orgelbauer im elterlichen Betrieb. Er legte 2001 die Meisterprüfung ab und ist seit 2002 der Inhaber dieses Orgelbaubetriebes.

## Werkliste
| Jahr    | Ort                         | Gebäude                            | Bild | Manuale | Register | Bemerkungen                                                                                        |
| ------- | --------------------------- | ---------------------------------- | ---- | ------- | -------- | -------------------------------------------------------------------------------------------------- |
| 1954    | Güttenbach                  | Pfarrkirche Güttenbach             |      | I/P     | 7        | [ 1 ]                                                                                              |
| 1960    | Ligist                      | Pfarrkirche Ligist                 |      | II/P    | 16       | 2022 generalsaniert                                                                                |
| 1964    | Pölfing-Brunn               | Pfarrkirche Pölfing-Brunn          |      | II/P    |          | |
| 1964    | St. Erhard in der Breitenau | Pfarrkirche                        |      | II/P    | 20       | erheblicher Umbau durch Gebrüder Krenn                                                             |
| 1967    | Friedberg                   | Stadtpfarrkirche Friedberg         |      | II/P    | 20       | Gehäuse von Franz Xaver Schwarz, 1795                                                              |
| 1967    | Waldenstein                 | Pfarrkirche Waldenstein            |      | II/P    | 12       | [ 3 ]                                                                                              |
| 1968    | Gmünd                       | Pfarrkirche St. Stephan            |      | II/P    | 14       | |
| 1971    | Neuberg an der Mürz         | Pfarrkirche Neuberg an der Mürz    |      | II/P    | 27       | Gehäuse aus 17. Jhdt. Georg Bredthaimer                                                            |
| 1972    | Frankenfels                 | Pfarrkirche Frankenfels            |      | II/P    | 15       | |
| 1975    | Oberzeiring                 | Pfarrkirche Oberzeiring            |      | II/P    | 15       | |
| 1978    | Wagna                       | Pfarrkirche Wagna                  |      | I/P     | 8        | ursprünglich für Pfarrkirche Pöls ob Judenburg errichtet, 1997 in die Pfarrkirche Wagna übertragen |
| 1980    | Stainz                      | ehem. Stiftskirche Stainz          |      | II/P    | 30       | Gehäuse: 1883 von Friedrich Werner                                                                 |
| 1980    | Söding-Sankt Johann         | Filialkirche Kleinsöding           |      | I       |          | Restaurierung des barocken Positivs                                                                |
| 1982    | Graz                        | Salvatorkirche                     |      | II/P    | 18       | [ 6 ]                                                                                              |
| 1983    | Deutschlandsberg            | Pfarrkirche                        |      | II/P    | 27       | [ 7 ]                                                                                              |
| 1984    | Trausdorf an der Wulka      | Pfarrkirche Trausdorf an der Wulka |      | II/P    | 12       | Gehäuse aus 2. Hälfte des 19. Jhdts.                                                               |
| 1985    | Mörbisch am See             | Christuskirche                     |      | II/P    | 17       | [ 9 ]                                                                                              |
| 1987    | Ramsau am Dachstein         | St. Rupert am Kulm                 |      | II/P    | 11       | Gehäuse geschnitzt von Norbert Simonlehner                                                         |
| 1987/88 | Metnitz                     | Pfarrkirche Metnitz                |      | I/P     | 8        | Restaurierung der Orgel aus 1718 von Franz Knoller                                                 |